# 9025 Polanskey
9025 Polanskey eller 1988 SM2 är en asteroid i huvudbältet som upptäcktes den 16 september 1988 av den amerikanska astronomen Schelte J. Bus vid Cerro Tololo. Den är uppkallad efter amerikanen Carol A. Polanskey.
Asteroiden har en diameter på ungefär 9 kilometer  och den tillhör asteroidgruppen Themis.